# Tac-O-Tac
Pour les articles homonymes, voir Tac.
Ne doit pas être confondu avec Tac O Tac, gagnant à vie.
 (septembre 2021).
 (septembre 2021).
- Si vous ne connaissez pas le sujet, laissez ce bandeau (vous pouvez alors contacter les auteurs).
- Si vous supprimez le contenu mis en cause (vous pouvez préalablement contacter les auteurs),

argumentez précisément cette suppression dans la page de discussion
(un manque de référence n'est pas un argument ; une recherche réelle de référence doit avoir été effectuée, être formellement documentée).

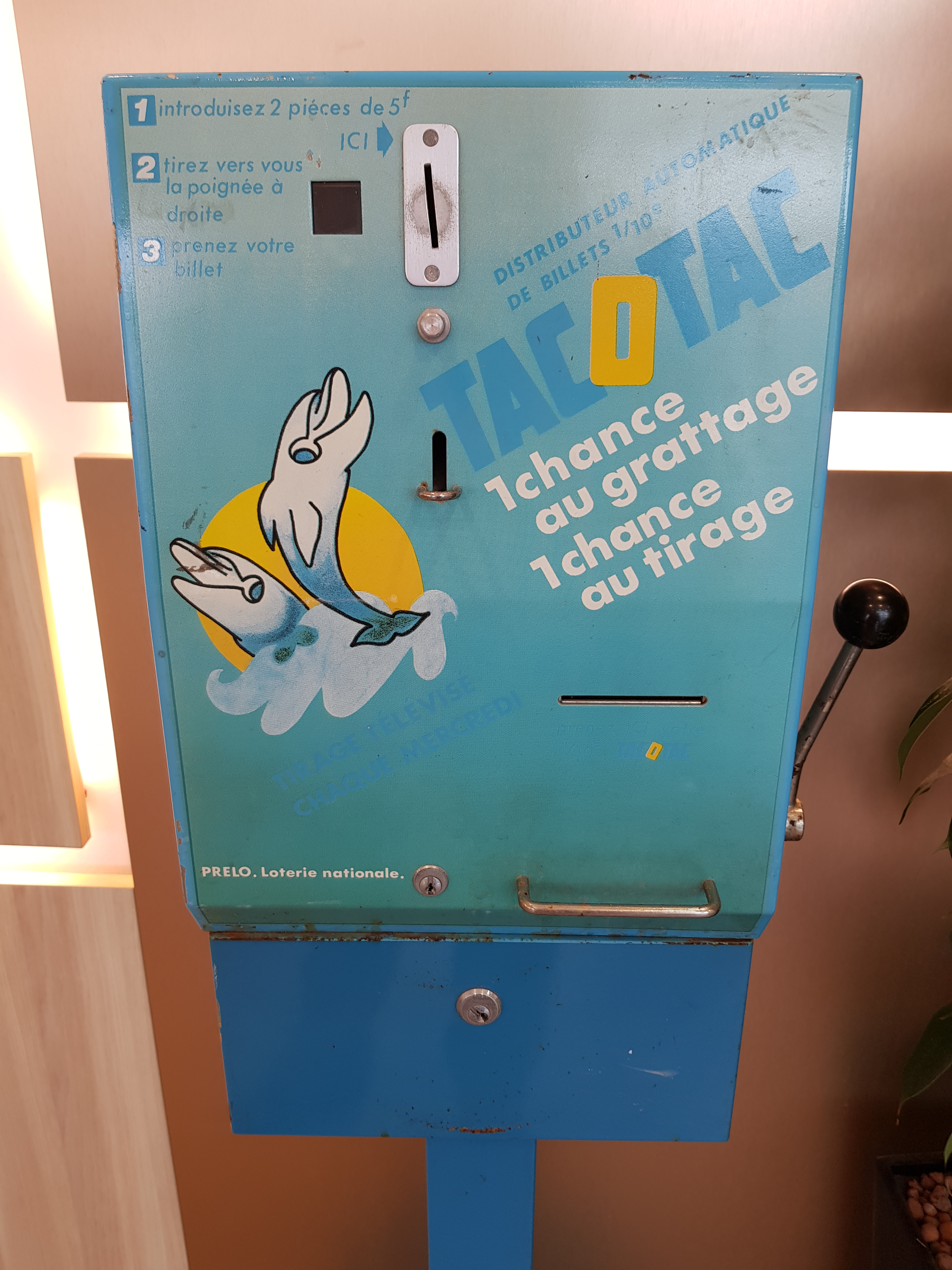
Distributeur de tickets Tac-O-Tac

Le Tac-O-Tac était un jeu de hasard de la Loterie nationale française lancé en 1983 sur proposition des émetteurs, dont faisaient partie les Gueules cassées, à la Loterie nationale. Première loterie mixte comportant un tirage et un coupon à gratter de loterie instantanée, son succès fut immédiat, comme les jeux de loterie instantanée suivants qui entraînèrent en 1991 la mise en sommeil de la loterie traditionnelle. Initialement tous les quinze jours, le tirage devient hebdomadaire, diffusé sur TF1 le mercredi avant le journal de 20 heures, puis décalé au jeudi jusqu'au 3 septembre 1992 et sur France 2 dès le jeudi 10 septembre 1992 jusqu'au 11 février 1993.
De 1993 à 1998, le Tac O Tac devient un ticket à gratter classique.
De 1998 à 2003, le Tac O Tac disparaît au profit du Tac O Tac TV, qui est le premier jeu de la FDJ à proposer un gain mensuel. Les premières diffusions de cette version débutent le 4 janvier 1999 sur TF1.
De 2003 à 2007, Tac O Tac TV disparaît pour laisser place au Tac O Tac Gagnant à vie, qui est le premier jeu de la FDJ à proposer cette fois un gain à vie. L'émission est diffusée sur France 3 de janvier 2004 à décembre 2006, puis sur NT1 en 2007. Le Tac O Tac Gagnant à vie disparaît en 2008.
De 2008 à 2013, plus aucun jeu Tac O Tac n'existe. Puis le Tac-O-Tac revient en France le 16 septembre 2013, au prix de 3 €. Il disparaît en 2014.
Le jeu n'est aujourd'hui plus proposé par FDJ.

## Fonctionnement
Les tickets coûtaient 10 FRF, puis 20 FRF et étaient composés de deux parties séparées par une ligne prédécoupée. La partie de droite, la plus étroite, était composée d'une zone à gratter gris métallisé derrière laquelle on pouvait découvrir une somme d'argent directement ou un message invitant à attendre le tirage, puis plus tard ce message a été remplacé par une somme composée de zéros. L'autre partie, plus large et rattachée à la souche du buraliste, comportait un numéro à six chiffres et la date du tirage. Ainsi, une nouvelle série de tickets était éditée chaque semaine.
Si on avait gagné au grattage, on remettait la partie grattée au détaillant et on gardait la partie large en attendant le tirage du mercredi suivant.
Avec le temps, le montant maximum à gagner a évolué. Il a été possible de remporter à ce jeu jusqu'à :
- 100 000 FRF au grattage et 4 000 000 FRF (« quatre cents briques ») au tirage[5]
- 200 000 FRF au grattage et 4 000 000 FRF au tirage dès 1987[6]
- 300 000 FRF au grattage et 4 000 000 FRF au tirage[7]
- 30 000 FRF au grattage et 400 000 FRF au tirage[8] (de « se ramasser quarante briques sur la gueule » selon la publicité diffusée à la télévision[réf. nécessaire]).

Pour cela, il y a avait six tirages de chiffres correspondant aux centaines de mille, dizaines de mille, milliers, centaines, dizaines et unités. Pour gagner, il fallait au moins que le chiffre des unités du ticket soit celui tiré.
La dernière grille de gains en vigueur était la suivante :
- Pour le chiffres des unités seul : gain 10 FRF
- Unités et dizaines : gain 100 FRF
- Les trois derniers chiffres : gain 1 000 FRF
- Les quatre derniers chiffres : gain 10 000 FRF
- Les cinq derniers chiffres : gain 100 000 FRF
- Tous les chiffres : gain 400 000 FRF

C'est ce jeu qui a popularisé l'expression « gagner au grattage et au tirage ».
En 1993, le jeu a évolué et le tirage télévisé a disparu au profit d'une zone à gratter sur le même principe des numéros correspondants en partant du dernier. Le prix du billet a augmenté (20 FRF), tout comme les gains maximum (2 millions de francs). Le Tac O Tac original disparaît en novembre 1998 au profit du Tac O Tac TV.
Le Tac O Tac original revient le 16 septembre 2013, et reprend le concept : "une chance au grattage, une chance au tirage". La première partie du ticket est la "chance au grattage", il y avait 3 cases, et il fallait retrouver les mots "TAC" - "O" - "TAC", respectivement sur les 3 cases afin de gagner la somme maximale de 50 000€. La deuxième partie du ticket est la "chance au tirage" : il fallait gratter une zone de grattage ou se trouvait une combinaison, puis une autre zone ou se trouvait un QR Code. Ce QR Code permettait de connaître la combinaison gagnante. Pour découvrir cette combinaison, le joueur pouvait soit télécharger une application via l'App Store pour iOS ou le Google Play Store pour Android, ou soit se rendre sur le site dédiée de la FDJ, ou en derniers recours, se rendre chez son buraliste, qui lui rendra un reçu de jeu (comme au Loto ou Keno) avec la combinaison gagnante. Si la combinaison gagnante est identique à la combinaison se trouvant sur le jeu à gratter, le joueur peut gagner 50 000€.